# Kotik południowy
Kotik południowy, kotik południowoamerykański, kot morski (Arctocephalus australis) – gatunek ssaka z rodziny uchatkowatych (Otariidae).

## Taksonomia
Gatunek po raz pierwszy zgodnie z zasadami nazewnictwa binominalnego opisał w 1783 roku niemiecki zoolog Eberhard August Wilhelm von Zimmermann nadając mu nazwę Phoca australis. Holotyp pochodził z archipelagu Juan Fernández.
Taksonomia A. australis dotycząca podgatunków jest niepewna. Ostatnie badania wykazały, że kotiki od Brazylii po Argentynę, w tym Falklandy; te w południowo-zachodnim Oceanie Spokojnym w południowym Chile; oraz te od środkowego Peru do północnego Chile są oddzielnymi jednostkami istotnymi ewolucyjnie (ang. evolutionarily significant units „ESUs”). Największe różnice między ESUs występowały od Peru do północnego Chile i na zachodnim południowym Oceanie Atlantyckim. Warto zauważyć, że między dwoma ESUs na południowym Oceanie Spokojnym istniała prawie 20-stopniowa różnica szerokości geograficznej, na której nie występował A. australis, zapewniająca silną barierę izolującą peruwiańskie i północno-chilijskie ESUs od innych ESUs. Wszystkie trzy ESUs są prawdopodobnie warte wyróżnienia do rangi podgatunku. Chociaż zaproponowano kilka schematów, taksonomia i nazewnictwo tych ESUs pozostaje nierozstrzygnięta. Związek A. forsteri z ESUs A. australis jest również kontrowersyjny, przy czym jedna z rekomendacji mówi, że A. forsteri jest kolejnym podgatunkiem kompleksu A. australis. Należy również przeprowadzić więcej badań nad związkiem A. galapagoensis z ESUs A. australis. Autorzy Illustrated Checklist of the Mammals of the World uznają ten gatunek za monotypowy.

### Etymologia
- Arctocephalus: gr. αρκτος arktos „niedźwiedź”; -κεφαλος -kephalos „-głowy”, od κεφαλη kephalē „głowa”[23].
- australis: łac. australis „południowy”, od auster, austri „południowy”[24].

## Zasięg występowania
Kotik południowy występuje w południowej Ameryce Południowej, od Urugwaju na południe do przylądka Horn i Falklandów, z regularnymi wizytami w południowej Brazylii lub po stronie Oceanu Atlantyckiego oraz w regionie Cieśniny Magellana i od środkowego Peru do północnego Chile po stronie Oceanu Spokojnego.

## Morfologia
Długość ciała samic 150 cm, samców do 190 cm; masa ciała samic 40–50 kg, samców 120–160 kg (być może nawet do 200 kg). Noworodki osiągają długość 40–65 cm i ciężar 3,3–5,5 kg. Duży, silny przedstawiciel uchatkowatych, o wyraźnie zaznaczonym dymorfizmie płciowym. Samice są smukłe i mają zgrabną budowę ciała, bez żadnych zgrubień na szyi i w górnej części klatki piersiowej, natomiast samce z wiekiem stają się masywne i wyglądają coraz bardziej bezkształtnie. Ich przednia część ciała jest nieproporcjonalnie większa od tylnej. Sierść tej uchatki jest gęsta i wełnista o kolorze szaro-brązowym. na pysku znajdują się długie, sztywne, zagięte do dołu włosy czuciowe. Uchatka ta posiada silne, ostre zęby, odpowiadające uzębieniu lampartowi. Nos wydaje się błyszcząco czarny, ale w stanie suchym jest brązowy. Kończyny jak u innych płetwonogich przekształcone są w płetwy. Uchatki (nawet najcięższe samce) potrafią się na nich unieść i zręcznie poruszać po skalistym brzegu. Tylne kończyny podczas poruszania się na lądzie są podwinięte pod tułów, natomiast kończyny przednie podpierają ciało zwierzęcia. Wzór zębowy: I {\displaystyle {\tfrac {3}{2}}} C {\displaystyle {\tfrac {1}{1}}} PM {\displaystyle {\tfrac {6}{5}}} = 36.

## Ekologia

### Środowisko życia
Skaliste brzegi obmywane Prądem Humboldta na zachodnim brzegu Ameryki Południowej, jak również zimne wody południowego Atlantyku, zapewniające obfitość pokarmu. Ponieważ otarie wybierają piaszczyste plaże, nie dochodzi do pokrywania się obszarów występowania tych dwóch dużych gatunków uchatek.

### Tryb życia

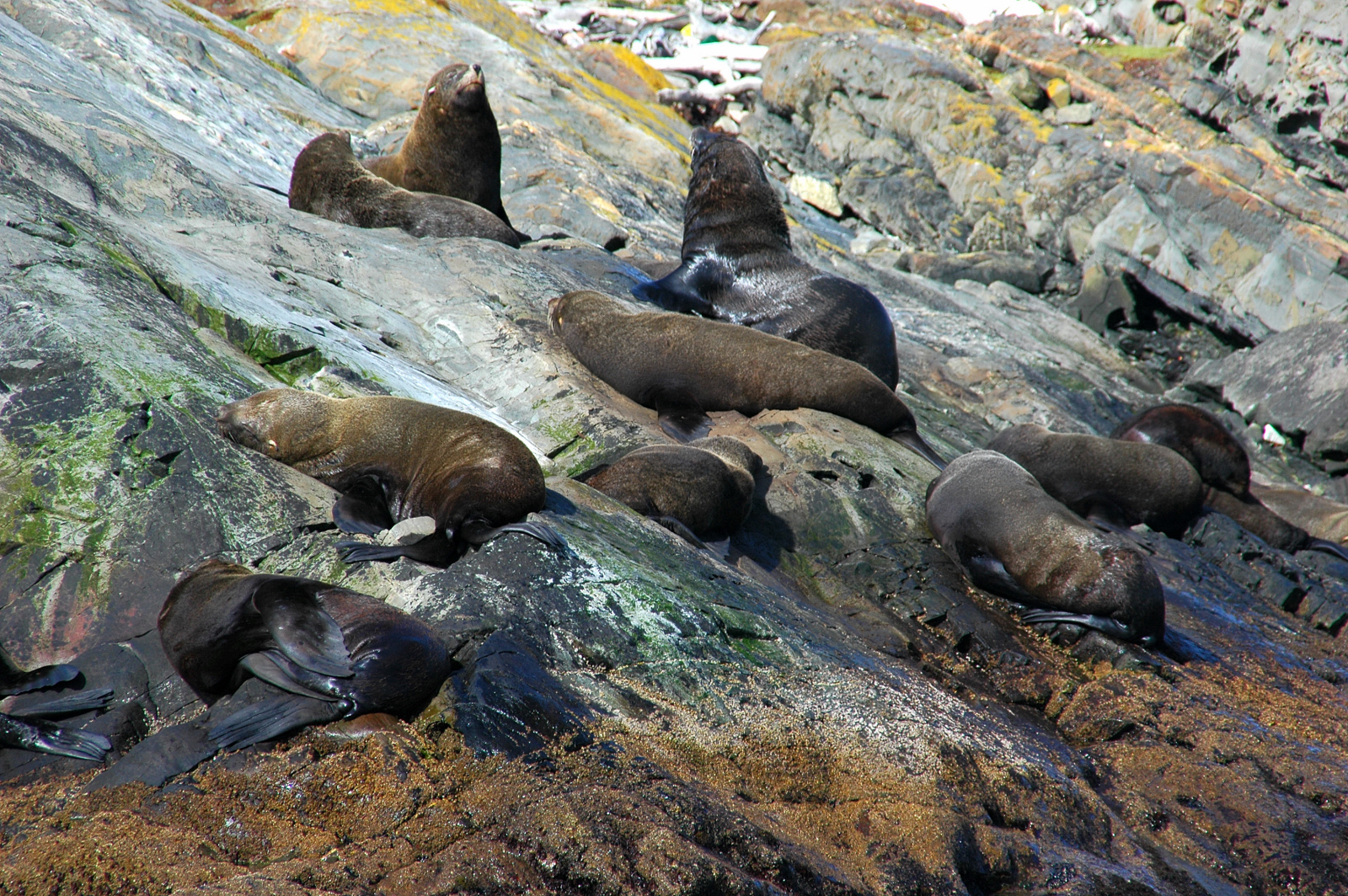
Stado uchatek

Kotiki południowoamerykańskie dobrze pływają i nurkują, polując na ryby. Odżywia się również większymi głowonogami i małżami. W okresie rozrodczym silne samce obejmują skaliste odcinki brzegu, których intensywnie bronią przed innymi samcami. Na terytoriach samców tworzą się haremy złożone z kilku lub kilkudziesięciu samic. Skupiają się one wokół samca, który decyduje o ich pozostaniu lub zmianie miejsca.

### Rozród
Ciąża kotików południowoamerykańskich trwa około 1 roku. Po tym okresie na świat przychodzi jedno młode, o masie urodzeniowej blisko 1 kg, które bardzo szybko rośnie, i przy długości ciała około 60 cm waży do 5,5 kg. Młodymi uchatkami opiekują się wyłącznie samice. Dojrzałość płciową samice uzyskują po 3 latach, natomiast samce około 7 roku życia.

### Wrogowie
Do wrogów kotików należą rekiny (żarłacz biały, żarłacz tygrysi) oraz orki.

## Status zagrożenia i liczebność populacji
W Czerwonej księdze gatunków zagrożonych Międzynarodowej Unii Ochrony Przyrody i Jej Zasobów został zaliczony do kategorii LC (ang. least concern „najmniejszej troski”). Liczebność uchatek szacuje się na około 300 000 osobników, z których większość żyje na wybrzeżach Urugwaju. Najbardziej znane plaże zamieszkane przez ten gatunek znajdują się na półwyspie Paracas w Peru i na wyspie Guano, obmywanej przez Prąd Humboldta.